# Eccellenza Calabria 2021-2022
Il campionato italiano di calcio di Eccellenza regionale 2021-2022 è stato il trentunesimo organizzato in Italia. Rappresenta il quinto livello del calcio italiano.

## Stagione
Il Comitato Regionale della regione Calabria ha deciso di tornare a un girone di 16 squadre: la passata stagione, sospesa e poi ripresa causa COVID-19, ha visto l'esclusione del Corigliano Calabro e la promozione in Serie D del Sambiase, mentre quest'anno ci sono state le defezioni di Palmese e Vigor Lamezia. Per completare il quadro delle 16 squadre, sono state ammesse il Roccella, retrocesso dalla Serie D/I e il ripescato Gioiosa Jonica. Inoltre, il Belvedere 1963 e Città di Acri 2020 si sono uniti in Città di Acri 2020, lo Stilese A. Tassone si è unito con il Monasterace Calcio diventando StiloMonasterace Calcio e infine il Cotronei 1994 diventa Cotronei Caccuri.

### Formula
Sedici squadre in un girone all'italiana andata e ritorno per un totale di trenta partite. Dopodiché, mentre la prima classificata sarà promossa in Serie D, si effettueranno i play-off tra la seconda e la quinta classificata, (seconda contro quinta e terza contro quarta), in turno unico in casa della migliore classificata. Le vincenti si sfideranno in finale, sempre in casa della migliore classificata. Per quanto riguarda i play-out, si sfideranno le squadre classificate tra il 12º e il 15º posto, (12ª contro 15ª e 13ª contro 14ª), in gara unica in casa della migliore classificata: le due perdenti retrocederanno in Promozione 2022-2023. Se il distacco della 15ª però supera 5 punti dalla 12ª, lo spareggio si farà solo tra la 13ª contro la 14ª. In caso di parità di entrambe le partite ad eliminazione diretta, (sia i play-off che play-out) si disputano supplementari e, nel caso di ulteriore parità, passa la squadra meglio piazzata in campionato.

## Squadre partecipanti
| Club                       | Città                                          | Stadio                           | Stagione precedente           |
| -------------------------- | ---------------------------------------------- | -------------------------------- | ----------------------------- |
| A.S.D. Boca N. Melito Admo | Reggio Calabria (Bocale) e Melito di P.S. (RC) | Stadio Campoli                   |                               |
| A.S.D. Bovalinese          | Bovalino (RC)                                  | Stadio Lollò Cartisano           |                               |
| A.S.D. Città di Acri 2020  | Acri (CS)                                      | Stadio Comunale P. Castrovillari |                               |
| A.S.D. Cotronei Caccuri    | Cotronei (KR)                                  | Stadio Salvatore Baffa           |                               |
| A.S.D. Gallico Catona 2018 | Reggio Calabria (Gallico e Catona)             | Stadio Giuseppe Lopresti         |                               |
| U.S. A.S.D. Gioiosa Jonica | Gioiosa Jonica (RC)                            | Stadio Comunale                  | Promozione/B, ripescato       |
| F.C. Isola Capo Rizzuto    | Isola Capo Rizzuto (KR)                        | Stadio Sant'Antonio              |                               |
| A.C. Locri 1909            | Locri (RC)                                     | Stadio Barone G. R. Macrì        | 4º in Eccellenza/Ripresa      |
| A.C.D. Morrone             | Cosenza                                        | Centro sportivo Morrone          |                               |
| U.S.D. Paolana             | Paola (CS)                                     | Stadio Eugenio Tarsitano         |                               |
| A.S.D. ReggioMediterranea  | Reggio Calabria (Ravagnese)                    | Stadio Parco Longhi Bovetto      | 5º in Eccellenza/Ripresa      |
| A.S.D. Roccella            | Roccella Ionica (RC)                           | Stadio Ninetto Muscolo           | 18º in Serie D/I (retrocessa) |
| U.S.D. Scalea Calcio 1912  | Scalea (CS)                                    | Stadio Domenico Longobucco       | 6º in Eccellenza/Ripresa      |
| A.S.D. Sersale Calcio 1975 | Sersale (CZ)                                   | Stadio Ferrarizzi                | 1º in Eccellenza/Ripresa      |
| A.G.S.D. Soriano 2010      | Soriano Calabro (VV)                           | Stadio Alexandra Primerano       | 8º in Eccellenza/Ripresa      |
| A.S.D. StiloMonasterace    | Stilo (RC) e Monasterace (RC)                  | Stadio Guido Mesiti              |                               |

## Classifica finale
|  | Pos. | Squadra             | Pt | G  | V  | N  | P  | GF | GS | DR  |
|  | ---- | ------------------- | -- | -- | -- | -- | -- | -- | -- | --- |
|  | 1.   | Locri               | 75 | 30 | 23 | 6  | 1  | 73 | 17 | +56 |
|  | 2.   | Reggiomediterranea  | 55 | 30 | 17 | 4  | 9  | 62 | 38 | +24 |
|  | 3.   | Paolana (-1)        | 54 | 30 | 15 | 10 | 5  | 38 | 27 | +11 |
|  | 4.   | Morrone Cosenza     | 52 | 30 | 16 | 4  | 10 | 64 | 37 | +27 |
|  | 5.   | Acri                | 48 | 30 | 13 | 9  | 8  | 44 | 37 | +7  |
|  | 6.   | Sersale             | 47 | 30 | 13 | 8  | 9  | 47 | 32 | +15 |
|  | 7.   | Scalea              | 46 | 30 | 14 | 5  | 11 | 38 | 34 | +4  |
|  | 8.   | Boca Melito         | 39 | 30 | 10 | 9  | 11 | 36 | 34 | +2  |
|  | 9.   | Gallico Catona (-1) | 38 | 30 | 11 | 6  | 13 | 36 | 36 | 0   |
|  | 10.  | Soriano             | 38 | 30 | 10 | 8  | 12 | 36 | 39 | -3  |
|  | 11.  | Gioiosa Jonica      | 37 | 30 | 10 | 7  | 13 | 29 | 40 | -11 |
|  | 12.  | StiloMonasterace    | 37 | 30 | 10 | 7  | 13 | 35 | 48 | -13 |
|  | 13.  | Cotronei Caccuri    | 37 | 30 | 11 | 4  | 15 | 48 | 58 | -10 |
|  | 14.  | Isola Capo Rizzuto  | 31 | 30 | 7  | 10 | 13 | 23 | 46 | -23 |
|  | 15.  | Bovalinese          | 21 | 30 | 6  | 3  | 21 | 22 | 49 | -27 |
|  | 16.  | Roccella            | 10 | 30 | 2  | 4  | 24 | 10 | 69 | -59 |

Legenda:
       Promosso in Serie D 2022-2023.
      Ammessa ai play-off nazionali.
 Ammessa ai play-off o ai play-out.
       Retrocesso in Promozione Calabria 2022-2023.
Regolamento:
Tre punti a vittoria, uno a pareggio, zero a sconfitta.
In caso di arrivo di due o più squadre a pari punti, la graduatoria verrà stilata secondo la classifica avulsa tra le squadre interessate che prevede, in ordine, i seguenti criteri:
- Punti negli scontri diretti
- Differenza reti negli scontri diretti
- Differenza reti generale
- Reti realizzate in generale
- Sorteggio

Note:
La Paolana ha scontato 1 punto di penalizzazione.
Il Gallico Catona ha scontato 1 punto di penalizzazione.

## Risultati

### Tabellone
|                    | Acr  | BMe  | Bov  | Cot  | Gal  | Gio  | Iso  | Loc  | Mor  | Pao  | Reg  | Roc  | Sca  | Ser  | Sor  | Sti  |
| ------------------ | ---- | ---- | ---- | ---- | ---- | ---- | ---- | ---- | ---- | ---- | ---- | ---- | ---- | ---- | ---- | ---- |
| Acri               | –––– | 1-1  | 1-0  | 0-4  | 2-0  | 2-1  | 0-0  | 1-1  | 1-0  | 1-1  | 3-1  | 2-0  | 3-0  | 2-1  | 1-1  | 0-1  |
| Boca Melito        | 0-0  | –––– | 2-1  | 2-1  | 1-1  | 1-1  | 0-0  | 0-0  | 1-0  | 0-0  | 2-0  | 3-0  | 2-2  | 0-1  | 2-1  | 1-1  |
| Bovalinese         | 1-2  | 0-1  | –––– | 1-1  | 1-0  | 0-1  | 0-1  | 0-2  | 3-0  | 1-2  | 0-1  | 4-0  | 2-1  | 0-4  | 1-2  | 0-0  |
| Cotronei Caccuri   | 0-3  | 3-2  | 1-3  | –––– | 2-1  | 1-3  | 2-3  | 0-8  | 3-1  | 2-3  | 1-2  | 5-0  | 3-1  | 0-0  | 1-1  | 2-0  |
| Gallico Catona     | 0-0  | 0-2  | 2-1  | 2-0  | –––– | 1-0  | 1-1  | 1-1  | 3-5  | 0-1  | 1-0  | 3-0  | 0-2  | 3-0  | 2-0  | 1-2  |
| Gioiosa Jonica     | 3-1  | 1-0  | 1-2  | 1-1  | 7-0  | –––– | 2-1  | 0-2  | 0-2  | 1-1  | 0-2  | 0-0  | 0-1  | 1-2  | 0-0  | 1-3  |
| Isola Capo Rizzuto | 2-1  | 2-0  | 1-0  | 0-1  | 2-4  | 0-3  | –––– | 1-3  | 0-4  | 0-1  | 0-5  | 1-0  | 0-0  | 1-1  | 2-3  | 1-0  |
| Locri              | 4-2  | 2-1  | 3-0  | 4-0  | 2-1  | 4-0  | 1-0  | –––– | 3-0  | 0-0  | 3-2  | 1-0  | 3-2  | 3-1  | 2-0  | 5-1  |
| Morrone Cosenza    | 3-1  | 3-4  | 5-0  | 4-1  | 1-2  | 6-0  | 2-2  | 0-1  | –––– | 1-1  | 2-4  | 2-0  | 5-1  | 2-0  | 0-0  | 1-0  |
| Paolana            | 0-0  | 0-3  | 2-0  | 1-2  | 1-0  | 1-1  | 0-0  | 1-0  | 1-3  | –––– | 4-1  | 3-1  | 3-1  | 1-0  | 3-1  | 1-2  |
| ReggioMediterranea | 3-3  | 4-2  | 3-1  | 3-2  | 2-1  | 1-0  | 0-0  | 0-5  | 1-1  | 3-0  | –––– | 3-0  | 3-0  | 3-1  | 3-0  | 1-2  |
| Roccella           | 1-4  | 0-4  | 0-1  | 1-2  | 1-1  | 0-1  | 1-1  | 0-4  | 2-0  | 1-2  | 0-5  | –––– | 0-4  | 2-1  | 0-1  | 0-1  |
| Scalea             | 2-0  | 1-0  | 1-0  | 1-0  | 3-0  | 1-0  | 1-0  | 0-2  | 0-2  | 0-1  | 0-0  | 3-0  | –––– | 0-0  | 0-0  | 3-1  |
| Sersale            | 3-1  | 2-0  | 3-2  | 0-2  | 2-1  | 0-1  | 4-0  | 1-1  | 2-1  | 1-1  | 1-0  | 4-0  | 3-0  | –––– | 6-2  | 0-0  |
| Soriano            | 2-1  | 3-0  | 4-0  | 3-1  | 0-1  | 1-3  | 1-1  | 1-2  | 0-1  | 1-2  | 3-1  | 0-0  | 2-3  | 1-0  | –––– | 1-0  |
| StiloMonasterace   | 2-2  | 1-0  | 1-1  | 4-2  | 1-0  | 1-2  | 4-0  | 1-2  | 3-5  | 0-0  | 0-5  | 2-0  | 0-4  | 2-2  | 0-0  | –––– |

## Play-off

### Semifinali
|                    | Risultati |                 | Luogo e data                               |
| ------------------ | --------- | --------------- | ------------------------------------------ |
| Reggiomediterranea | 1-0       | Acri            | Reggio Calabria (Ravagnese), 8 maggio 2022 |
| Paolana            | 2-3 (dts) | Morrone Cosenza | Paola, 8 maggio 2022                       |

### Finale
|                    | Risultati |                 | Luogo e data                                |
| ------------------ | --------- | --------------- | ------------------------------------------- |
| Reggiomediterranea | 2-1       | Morrone Cosenza | Reggio Calabria (Ravagnese), 15 maggio 2022 |

## Play-out

### Finale
|                  | Risultati |                    | Luogo e data            |
| ---------------- | --------- | ------------------ | ----------------------- |
| Cotronei Caccuri | 1-2 (dts) | Isola Capo Rizzuto | Cotronei, 8 maggio 2022 |